# جون جوزيف ميرفي
جون جوزيف ميرفي هو سياسي كندي، ولد في 13 مايو 1849، وتوفي في 4 أغسطس 1938.